# Emma Finucane
Emma Finucane (ur. 22 grudnia 2002 w Carmarthen) – brytyjska kolarka torowa, brązowa medalistka mistrzostw świata.

## Kariera
Pierwszy sukces w karierze osiągnęła w 2019 roku, kiedy zdobyła brązowe medale w wyścigu na 500 m i sprincie na mistrzostwach świata juniorów we Frankfurcie oraz złoto na 500 m, a także srebro w sprincie i sprincie drużynowym na mistrzostwach Europy juniorów w Gandawie. Na rozgrywanych dwa lata później mistrzostwach Europy U-23 w Apeldoorn zajęła drugie miejsce w sprincie drużynowym. Podczas mistrzostw świata w Yvelines w 2022 roku razem z koleżankami z reprezentacji zajęła trzecie miejsce w sprincie drużynowym. W tym samym roku była trzecia w sprincie indywidualnym i drużynowym na igrzyskach Wspólnoty Narodów w Birmingham. Podczas mistrzostw Europy w Grenchen w 2023 roku była druga w keirinie i sprincie drużynowym.